# Choi In-Jeong
Choi In-Jeong (en coreano: 최인정; Seúl, 21 de mayo de 1990) es una deportista surcoreana que compite en esgrima, especialista en la modalidad de espada.
Participó en cuatro Juegos Olímpicos de Verano entre los años 2012 y 2024, obteniendo dos medallas, plata en Londres 2012 y plata en Tokio 2020. Ganó tres medallas en el Campeonato Mundial de Esgrima entre los años 2018 y 2023.

## Palmarés internacional
| Juegos Olímpicos   | Juegos Olímpicos      | Juegos Olímpicos  | Juegos Olímpicos   |
| Año                | Lugar                 | Medalla           | Prueba             |
| ------------------ | --------------------- | ----------------- | ------------------ |
| 2012               | Londres (Reino Unido) | Medalla de plata  | Espada por equipos |
| 2020               | Tokio (Japón)         | Medalla de plata  | Espada por equipos |
| Campeonato Mundial |                       |                   |                    |
| Año                | Lugar                 | Medalla           | Prueba             |
| 2018               | Wuxi (China)          | Medalla de plata  | Espada por equipos |
| 2022               | El Cairo (Egipto)     | Medalla de oro    | Espada por equipos |
| 2023               | Milán (Italia)        | Medalla de bronce | Espada por equipos |